# روز عروسی مبارک!
روز عروسی مبارک! (ازبکی: Тўйлар муборак) یک فیلم کمدی ازبکی محصول ۱۹۷۸ به کارگردانی ادوارد خاچاتوروف است. این فیلم با بازی عبید یونسوف، هنرمند مردمی ازبکستان و داستان دامادی را روایت می‌کند که در روز عروسی خود به بسیاری از افراد در مشکل کمک می‌کند و در نتیجه به سختی به عروسی خود می‌رسد.